# Albuquerque
Pour les articles homonymes, voir Albuquerque (homonymie).
Albuquerque (/ˈæl.bəˌkɝ.ki/ ; en navajo : Beeʼeldííl Dahsinil /pèːʔèltíːl tɑ̀xsɪ̀nɪ̀l/) est la plus grande ville de l'État du Nouveau-Mexique, aux États-Unis, à 370 km au nord d'El Paso et à 538 km au sud-sud-ouest de Denver (Colorado). C’est le siège et la ville principale du comté de Bernalillo. 
D’après le recensement fédéral de 2020, Albuquerque compte 564 559 habitants, ce qui en fait de loin la ville la plus peuplée de l’État. L'aire urbaine compte quant à elle 916 528 habitants en 2020.
On trouve à Albuquerque l'université du Nouveau-Mexique, la base aérienne de Kirtland et l'un des deux laboratoires Sandia.

## Histoire
Les Amérindiens pueblos, descendants des Anasazis, sont les premiers occupants connus de la région. Ils y ont laissé de nombreux pétroglyphes.
La vieille ville espagnole d'Albuquerque est fondée en 1706 comme poste colonial espagnol. Albuquerque est alors une communauté fermière et forme un complexe militaire stratégique le long du Camino Real. La ville d'Albuquerque est construite selon le plan traditionnel des villages espagnols : une place centrale (plaza) entourée de bâtiments administratifs, de maisons et d'une église. 
Le village d'origine est nommé par le gouverneur Cuervo y Valdés en hommage au duc d'Alburquerque, vice-roi de la Nouvelle-Espagne de 1702 à 1710. Le premier « r » dans Alburquerque disparait au XIXe siècle, apparemment par la faute d'un chef de gare anglo-américain incapable de prononcer le nom correctement. Le nom du titre de duc d'Alburquerque lui-même vient du nom de la ville espagnole du même nom, formé de albus, « blanc » et de quercus, « le chêne ». Dans les années 1990, les trolleybus de Central Avenue sont décorés avec le nom Alburquerque (avec le premier « r »), en l'honneur du nom historique de la ville.
Pendant la guerre de Sécession, Albuquerque est occupée par les troupes confédérées en février 1862 dirigées par le général Hopkins Sibley, qui fait avancer ses troupes vers le nord du Nouveau-Mexique. Lors de sa retraite vers le Texas face aux troupes de l'Union, il retient un contingent de soldats de l'Union commandé par le colonel Edward Canby à Albuquerque le 8 avril 1862, dans une bataille longue d'une journée.

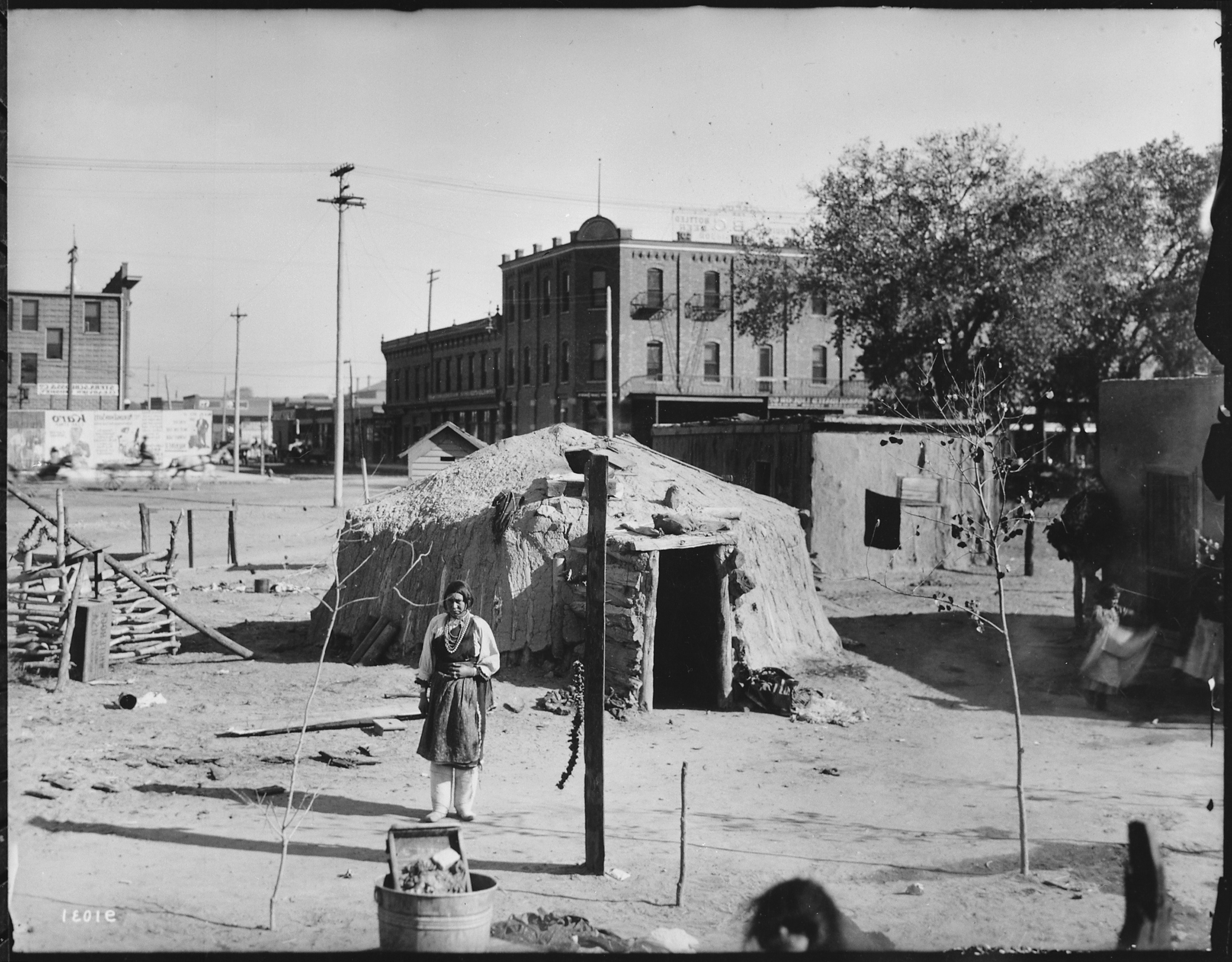
"Une enclave indienne à Albuquerque", 1905 ou 1902.

C'est également la ville qui a vu naître le premier logiciel édité par Microsoft (appelé alors Micro-Soft), fondée pour l'occasion le 4 avril 1975, dans un motel.
La plaza centrale a été préservée ; c'est le centre commercial, historique et culturel de la ville appelé Old Town Albuquerque (vieille ville d'Albuquerque), ou simplement Old Town. 

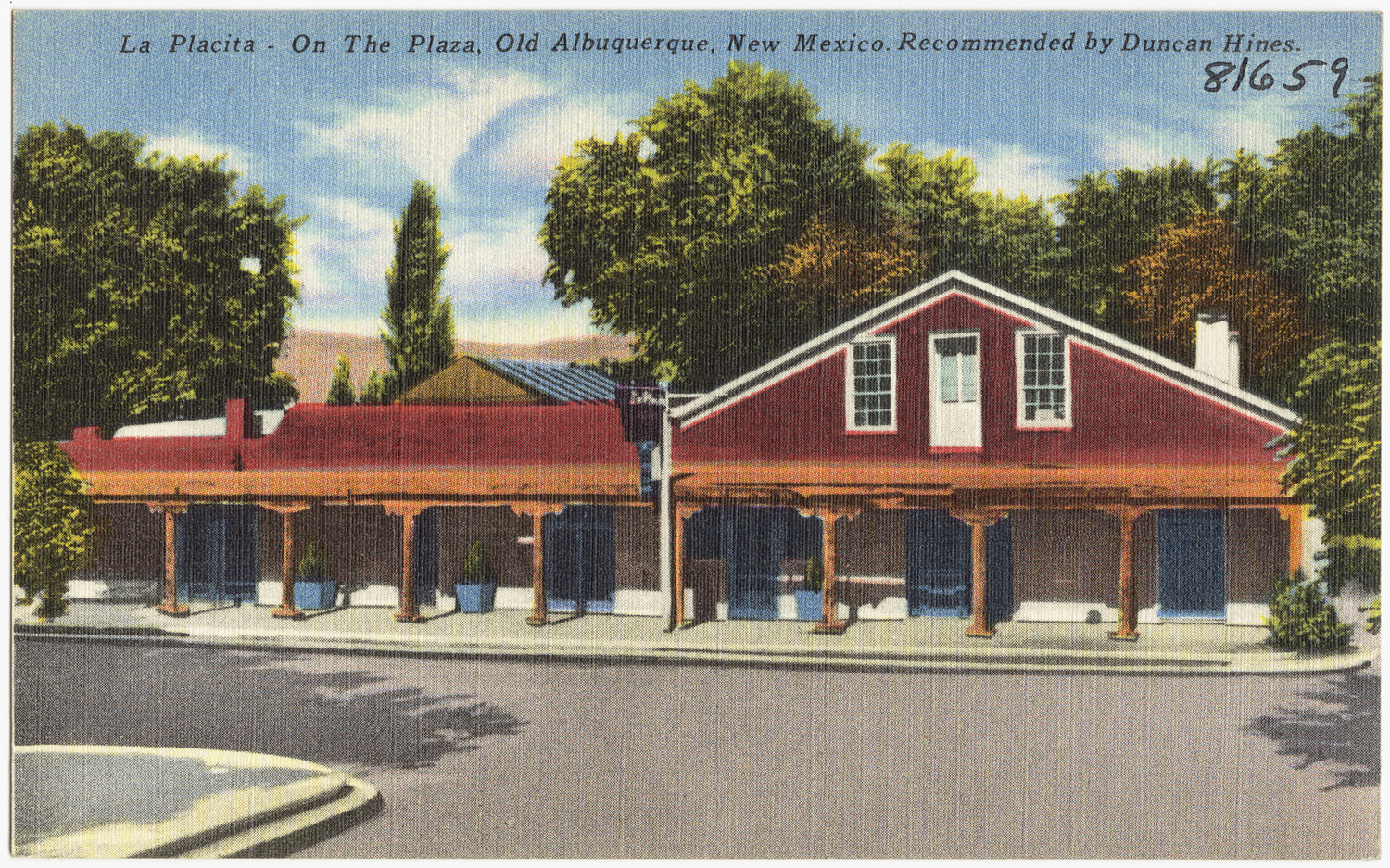
La placita du vieil Albuquerque, vers 1930-1945.

La ville attire de nombreux Américains des autres régions des États-Unis. Son université, qui constitue le campus principal de l’université du Nouveau-Mexique, est réputée.
Afin de tenter de résoudre les problèmes de banlieues (plus spécifiquement celui des ghettos), Albuquerque a adopté une « élasticité administrative », c'est-à-dire une annexion de communes périphériques pour essayer de faire face à la ségrégation économique et à l'isolement spatial.

## Géographie

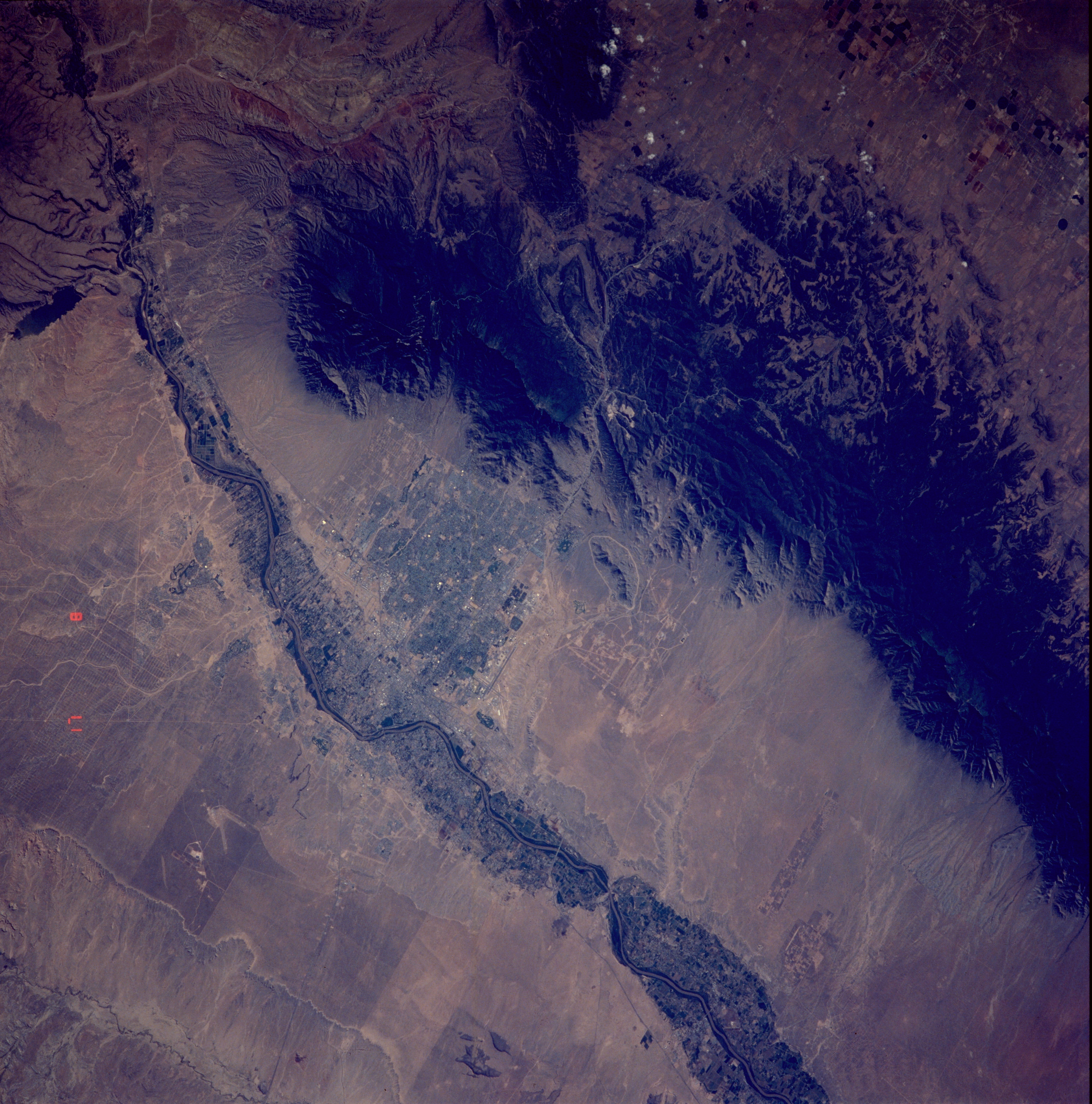
Vue satellite

Selon le Bureau du recensement des États-Unis, la ville a une superficie totale de 469,5 km2, dont 1,7 km2 de plans d'eau, soit 0,35 % du total. Son aire urbaine est en expansion rapide.
Albuquerque est située à l'extrême nord du désert de Chihuahua. Elle occupe le centre de l'État du Nouveau-Mexique et de ce fait sert de carrefour.
Albuquerque est l'une des grandes villes américaines les plus hautes. La ville s'étage en effet entre 1 490 m d'altitude au niveau du fleuve Río Grande et 1 950 m d'altitude au niveau des contreforts des monts Sandia. L'aéroport se trouve quant à lui à une altitude de 1 630 m.
Les monts Sandia, dont le pic Sandia, sont situées à l'est de la ville. Le Sandia Peak Tramway joint la base de la montagne à son sommet, et jusqu'en 2010, était le plus long téléphérique du monde de son genre. Le Río Grande traverse la ville du nord au sud. Celle-ci est divisée en quatre quadrants qui déterminent les adresses postales et sont nommés d'après leur orientation géographique (NE (nord-est), NW (nord-ouest), SE (sud-est), et SW (sud-ouest).

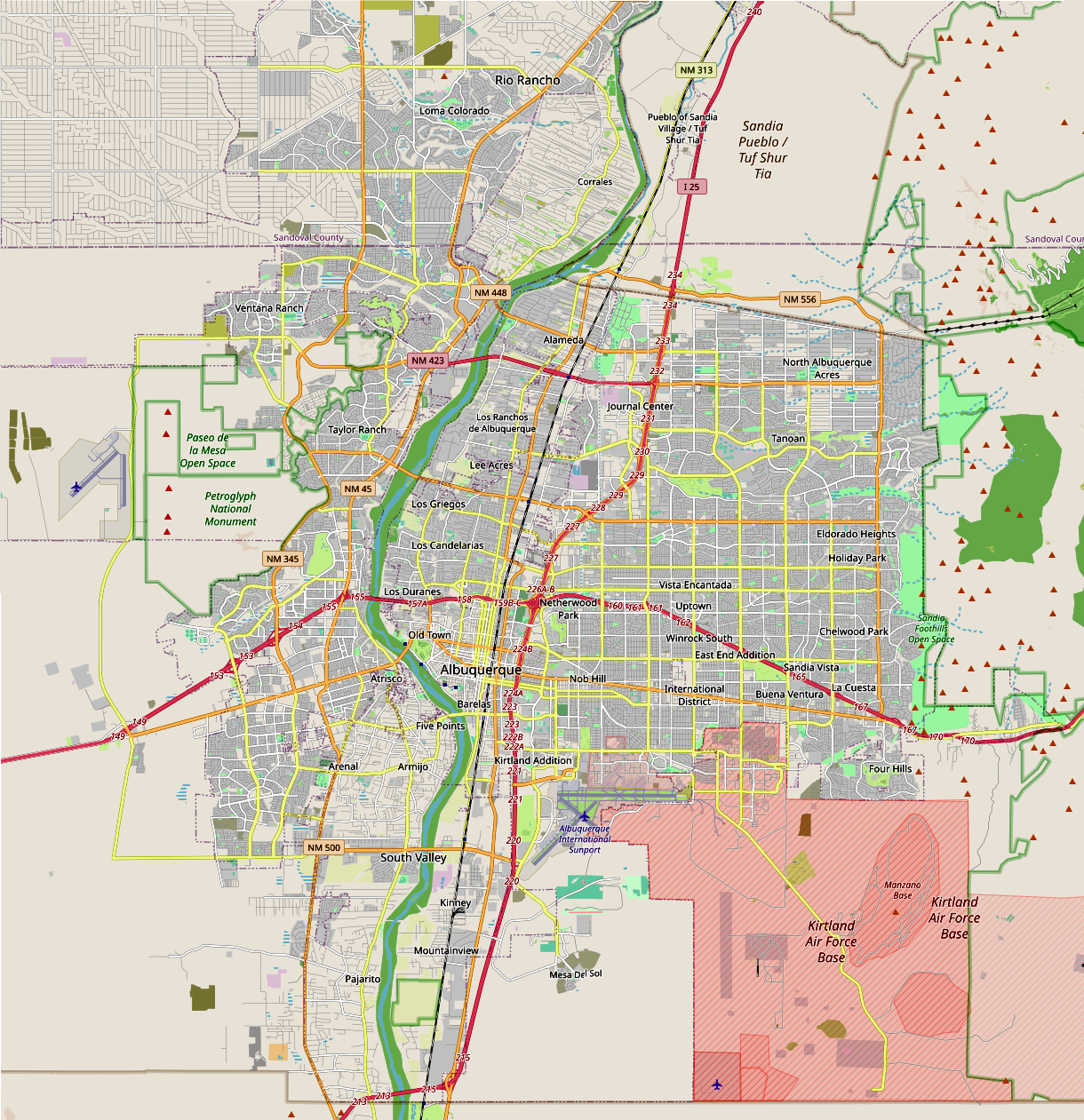
À l'Ouest le Petroglyph National Monument, au Nord Pueblo of Sandia village, à l'Est Sandia foothill openspace, au Sud l'aéroport, au centre Old Town au bord du Rio Grande gueule.

## Climat
Généralement ensoleillée (300 jours/an), la ville reçoit de 200 à 300 mm de précipitations annuelles. Selon la classification de Koppën, son climat est de type BSk c'est-à-dire aride. Lorsqu'on s'éloigne de la ville en direction du nord, de l'ouest ou de l'est, on quitte la vallée et son effet d'abri,  pour rejoindre des zones situées en altitude au climat nettement plus frais et humide.
| Mois                              | jan. | fév. | mars | avril | mai  | juin | jui. | août | sep. | oct. | nov. | déc. | année |
| --------------------------------- | ---- | ---- | ---- | ----- | ---- | ---- | ---- | ---- | ---- | ---- | ---- | ---- | ----- |
| Température minimale moyenne (°C) | −5,7 | −3,1 | 0,1  | 4,2   | 9,2  | 14,6 | 18   | 17   | 12,9 | 6,1  | −0,4 | −4,9 | 5,7   |
| Température maximale moyenne (°C) | 8,2  | 11,9 | 16,3 | 21,6  | 26,5 | 32,2 | 33,6 | 31,7 | 27,7 | 21,7 | 14,1 | 8,6  | 21,2  |
| Précipitations (mm)               | 11   | 11   | 14   | 13    | 13   | 15   | 35   | 42   | 25   | 23   | 11   | 13   | 226   |
| dont neige (cm)                   | 7,4  | 6,9  | 5,1  | 1,8   | 0    | 0    | 0    | 0    | 0    | 0,5  | 1,8  | 5,6  | 42,96 |

## Démographie
| Groupe            | Albuquerque | Nouveau-Mexique | États-Unis |
| ----------------- | ----------- | --------------- | ---------- |
| Blancs            | 69,7        | 68,4            | 72,4       |
| Autres            | 15,1        | 15,1            | 6,4        |
| Métis             | 4,6         | 3,8             | 2,9        |
| Amérindiens       | 4,6         | 9,4             | 0,9        |
| Afro-Américains   | 3,3         | 2,1             | 12,6       |
| Asiatiques        | 2,7         | 1,4             | 4,8        |
| Total             | 100         | 100             | 100        |
|                   |             |                 |            |
| Latino-Américains | 46,7        | 46,3            | 16,7       |

Selon l'American Community Survey, pour la période 2011-2015, 60,44 % de la population âgée de plus de 5 ans déclare parler l’anglais à la maison, 24,23 % l'espagnol, 0,93 % le navajo, 0,61 % le vietnamien et 3,79 % une autre langue.

## Culture

### Au cinéma
- Little Miss Sunshine et Sunshine Cleaning contiennent chacun l'histoire d'une famille habitant à Albuquerque[9],[10]. Ces deux films ont également les mêmes producteurs et un acteur en commun, Alan Arkin, qui campe à chaque fois le grand-père anticonformiste de la famille, ce qui lui vaudra un Oscar du second rôle pour Little Miss Sunshine.
- Le Gouffre aux chimères de Billy Wilder avec Kirk Douglas se déroule également en partie à Albuquerque.

### En dessin animé
- Dans les Looney Tunes, quand Bugs Bunny est perdu il dit : « J’aurais dû tourner à gauche à Albuquerque. »
- Dans la série Les Simpson, le président du club de baseball de Springfield tente de transférer l'équipe locale vers la ville d'Albuquerque à la demande de son maire.
- Dans la série American Dad!, Stan Smith et son fils Steve doivent aller à Albuquerque chercher une portière d'un modèle de voiture identique à celui utilisé dans le film Retour vers le futur. Ils doivent faire la course avec un autre concurrent jusqu'à Albuquerque pour récupérer la portière en premier.
- Dans l'épisode Canyon Apache de la série animée Lucky Luke, Lucky Luke doit se rendre à Albuquerque[11].

### En photographie
Le photographe Lee Friedlander a photographié le paysage urbain d'Albuquerque en 1972.
Le photographe Danny Lyon (en) a documenté en 2011 un camp Occupy movement à Albuquerque.

### À la télévision
- L'histoire du téléfilm High School Musical : Premiers pas sur scène, avec Zac Efron, Vanessa Hudgens, Ashley Tisdale, Lucas Grabeel, Corbin Bleu et Monique Coleman, se déroule dans la ville d'Albuquerque. En fait, le film a été tourné à Salt Lake City.
- La série dramatique Breaking Bad se déroule à Albuquerque, ainsi que son spin-off Better Call Saul et son film-suite El Camino.
- La série US Marshals : Protection de témoins (In Plain Sight) se passe à Albuquerque : les témoins protégés par le WitSec (Programme fédéral des États-Unis pour la protection des témoins) y sont relogés.
- Le Dernier Présage (First Snow) de Mark Fergus sorti en 2006 est un film dont l'action se passe à Albuquerque.

### Divers
- Chaque année en octobre depuis 1972, Albuquerque reçoit un des plus grands rassemblements de montgolfières au monde, l'Albuquerque International Balloon Fiesta.
- Albuquerque est également le titre de chansons, notamment celle de Neil Young, présente sur l'album Tonight's the Night, et également celle de Weird Al Yankovic, présente sur l'album Running With Scissors.
- En 1988, le nom d'Albuquerque est cité dans le refrain de la chanson The King of Rock 'n' Roll (en) du groupe Prefab Sprout dans l'album From Langley Park to Memphis (en).
- C'est aussi le titre du roman noir de Dominique Forma, paru en janvier 2017 aux éditions La Manufacture de Livres (Paris).

## Architecture

### Patrimoine
Sur le plan patrimonial, sont répertoriés à Albuquerque :
les bâtiments protégés sur le plan national (Registre national des lieux historiques), ceux qui le sont à l'échelle du Nouveau-Mexique (New Mexico State Register of Cultural Properties), et ceux qui le sont par la municipalité (Liste des monuments historiques d'Albuquerque (en)). 
Peuvent être mentionnés en particulier :

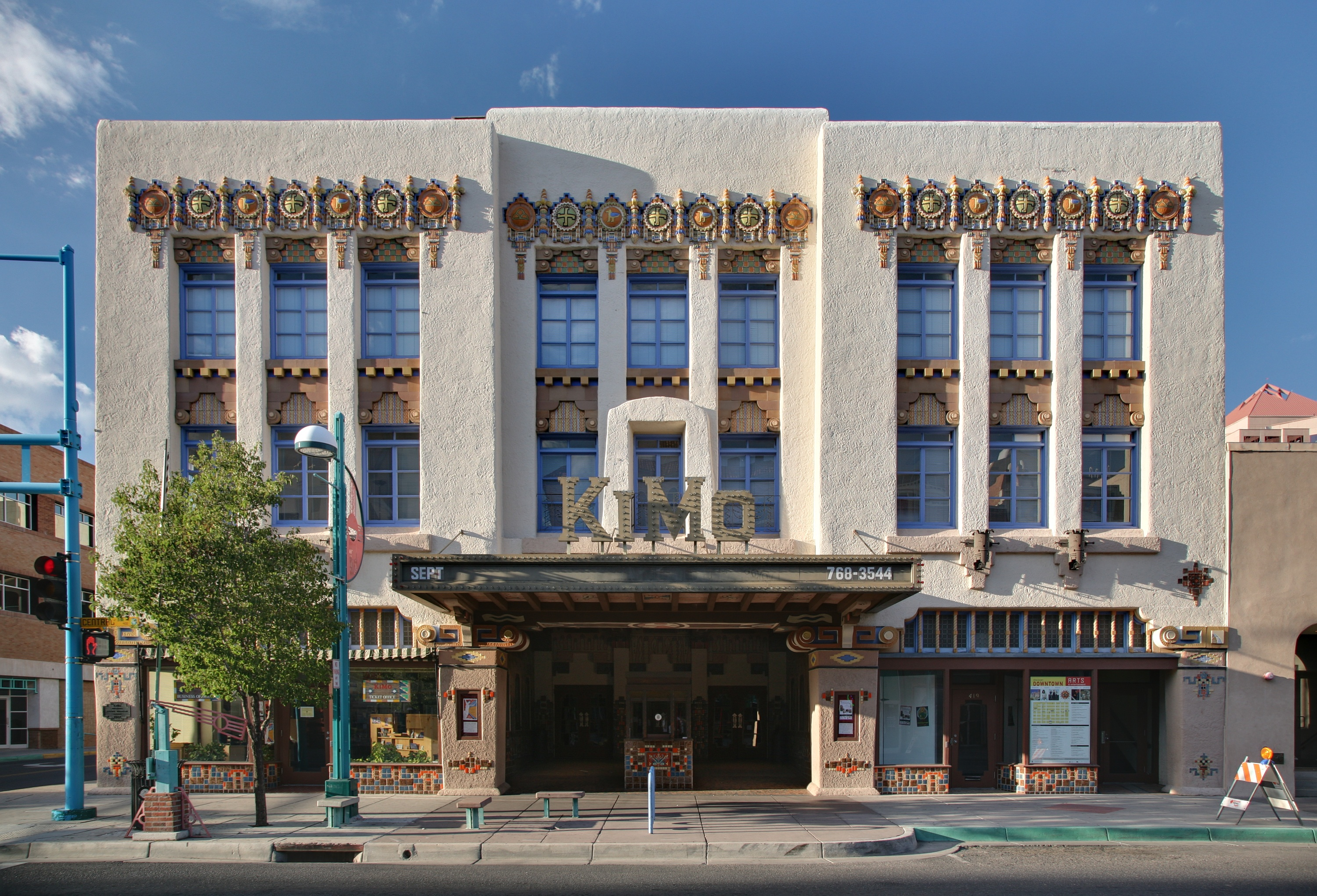
Le théâtre d'Albuquerque, dit, 1927, situé au 423 Central avenue.

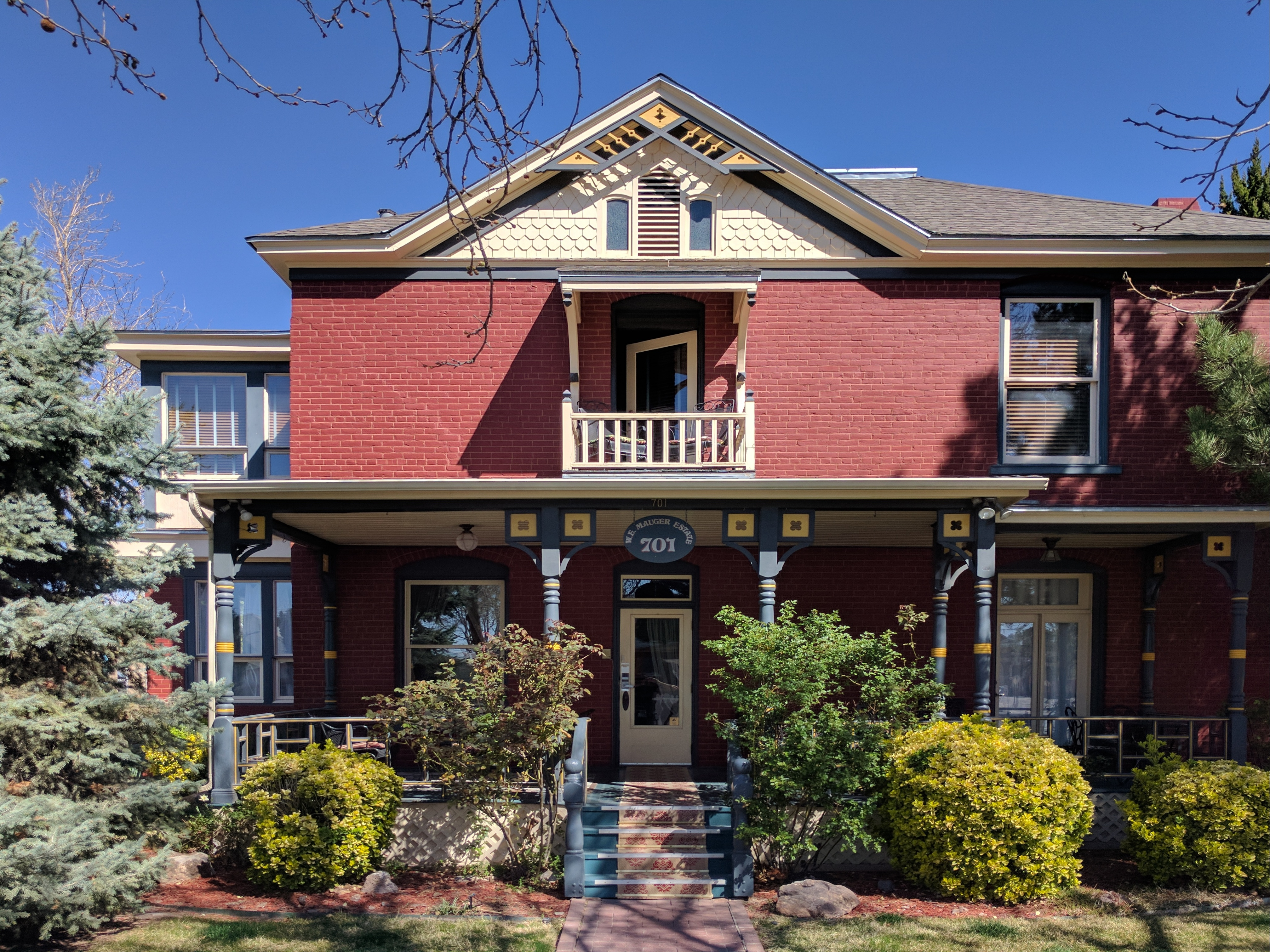
Bâti répertorié au Registre national des lieux historiques : la, au 701 Roma av., construite en 1896 pour Maude Goodlander et sa mère Martha Talbott.

### Autres
Par ailleurs, sur le plan des dimensions :
| Rang | Nom                                       | Hauteur        | Nombre d’étages |
| ---- | ----------------------------------------- | -------------- | --------------- |
| 1    | Bank of Albuquerque Tower                 | 107 m / 351 ft | 22              |
| 2    | Hyatt Regency Albuquerque                 | 78 m / 256 ft  | 21              |
| 3    | Compass Bank Building                     | 73 m / 238 ft  | 18              |
| 4    | Albuquerque Petroleum Building            | 72 m / 235 ft  | 15              |
| 5    | Bank of the West Tower                    | 65 m / 213 ft  | 17              |
| 6    | Gold Building                             | 62 m / 203 ft  | 14              |
| 7    | Dennis Chavez Federal Building            | 60 m / 197 ft  | 13              |
| 8    | PNM Building                              | 56 m / 184 ft  | 12              |
| 9    | Simms Building                            | 55 m / 180 ft  | 13              |
| 10   | Pete V. Domenici United States Courthouse | 54 m / 167 ft  | 7               |

## Transports
L'aéroport international d'Albuquerque est le plus grand aéroport de l'État. 
Les autoroutes majeures sont l'Interstate 25 et l'Interstate 40. Elle est également traversée par l'historique Route 66.

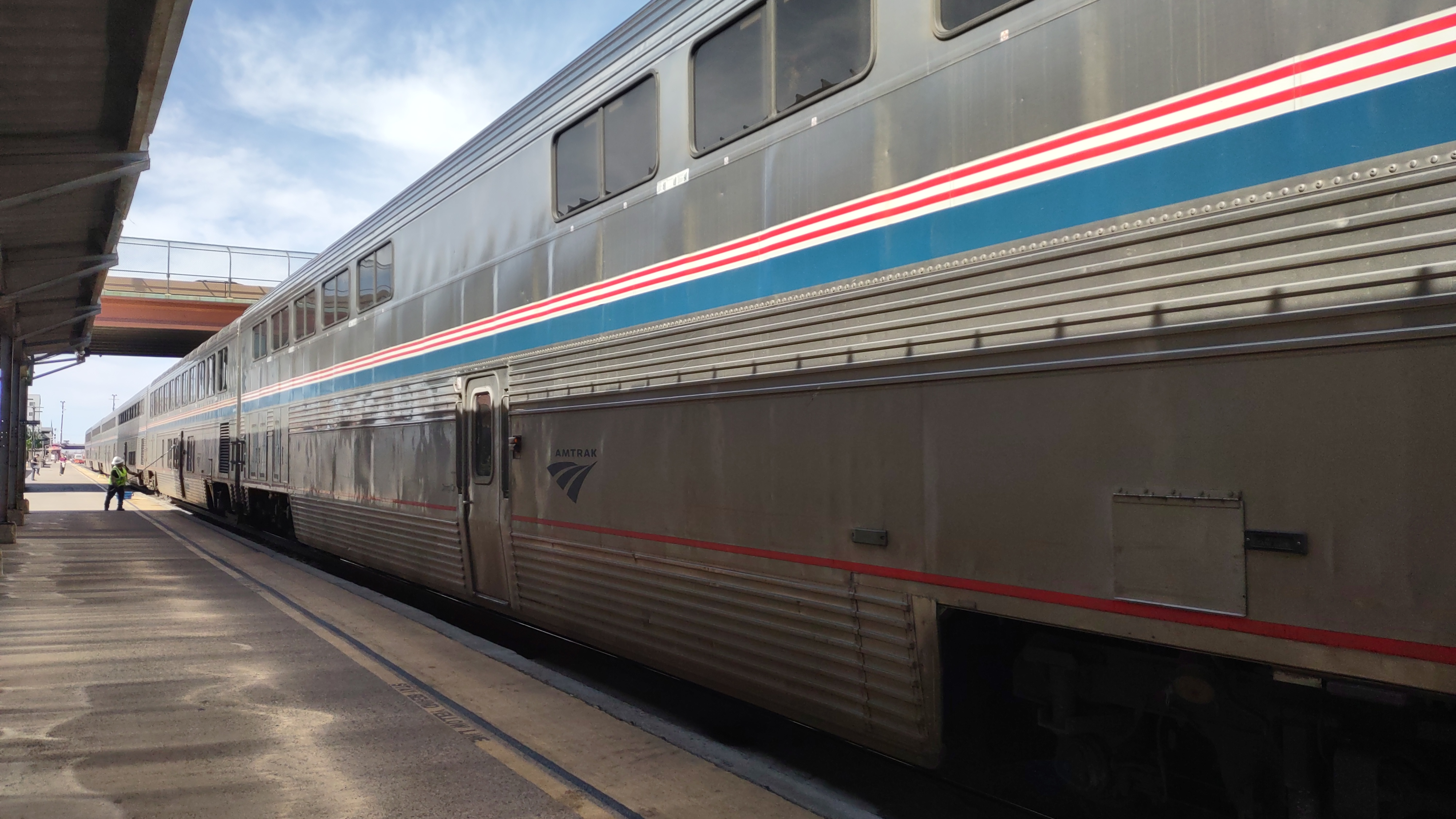
La ville est aussi desservie par le train (compagnie Amtrak), jusqu'à Los Angeles.

## Personnalités liées à Albuquerque
- Soledad Chacón (1890-1936), femme politique américaine, y est née et y est morte.

## Jumelages
- Alburquerque (Espagne)
- Achgabat (Turkménistan)
- Chihuahua (Mexique)
- Gijón (Espagne)
- Guadalajara (Mexique)
- Helmstedt (Allemagne)
- Hualien (Taïwan)
- Lanzhou (Chine)
- Rehovot (Israël)
- Sasebo (Japon)